# رصدخانه مارسی
رصدخانه مارسی (فرانسوی: Observatoire de Marseille‎) رصدخانه‌ای نجومی است که در مارسی فرانسه قرار دارد و تاریخش به اوایل سده ۱۸ میلادی برمی‌گردد. در ۱۸۷۷ این رصدخانه محل کشف گروهی از کهکشان‌ها مشهور به پنج‌قلوی استفان توسط مدیر رصدخانه، ادوارد استفان بود. این سایت هم‌اکنون جزء بخش تحقیقاتی دانشگاه اکس‌مارسی و مرکز ملی پژوهش‌های علمی فرانسه است. 